# 多倫多瑞吉酒店

多倫多瑞吉酒店（The St. Regis Toronto）是位於加拿大多倫多的一棟酒店摩天大樓，前稱「多倫多川普國際酒店大廈」，高277公尺、57層樓，2012年完工。多倫多瑞吉酒店是加拿大第二高摩天大樓，僅次於第一加拿大廣場。

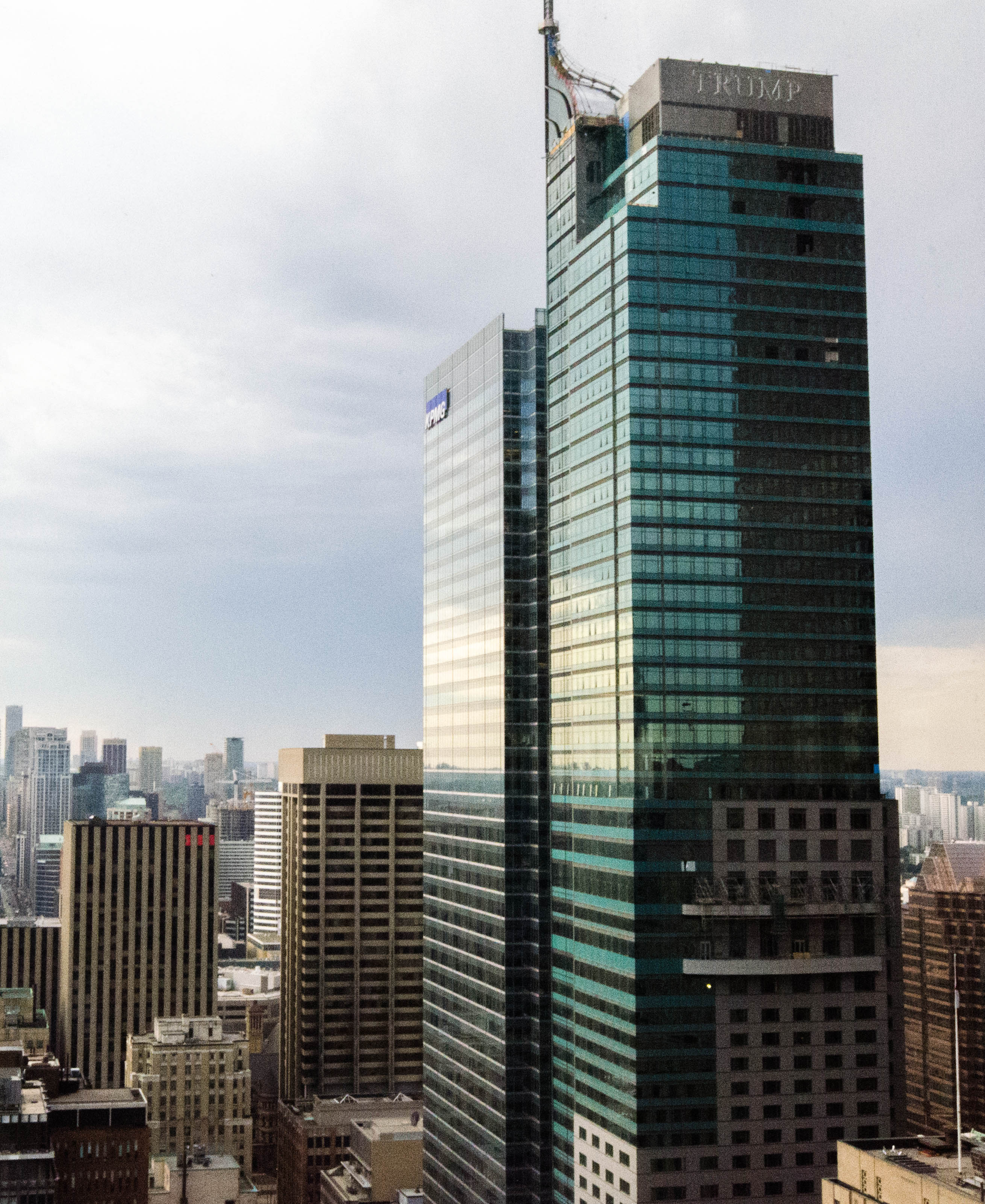
多倫多瑞吉酒店